# Reticulitermes

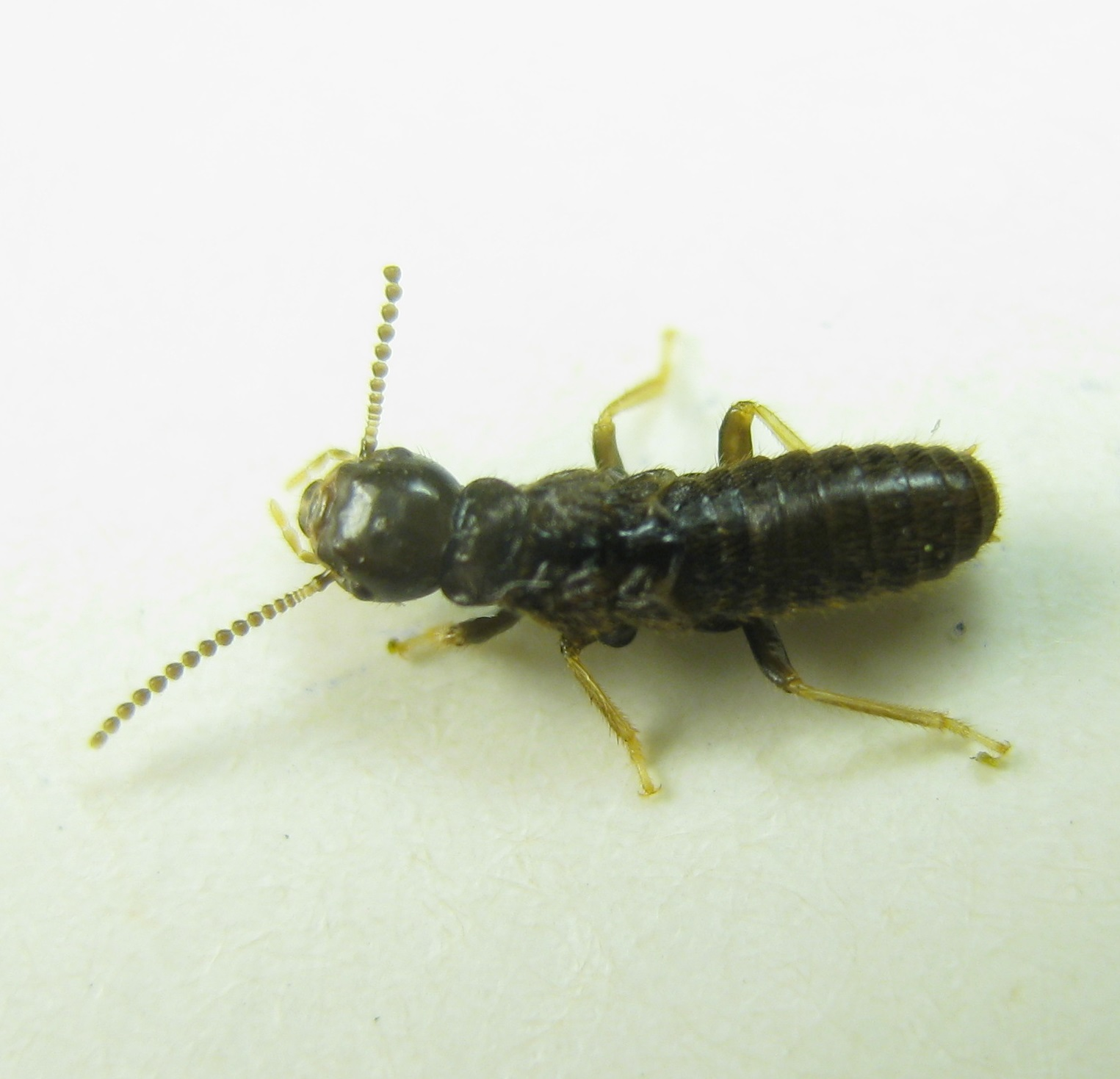
Reticulitermes especie

Reticulitermes es una género de termitas de la familia Rhinotermitidae.

## Distribución

### En Europa
Reticulitermes flavipes (anteriormente se llamaba "santonensis") se encuentra en Francia occidental. Reticulitermes grassei se encuentra en el sureste de Francia y el sur y el noroeste de Portugal y España. Reticulitermes banyulensis se encuentra en la región de Roussillon en Francia y Reticulitermes lucifugus en Provenza. La subespecie Reticulitermes lucifugus corsicus se encuentra en el sureste español y en  Córcega y Cerdeña. 
Reticulitermes urbis, una especie recién descrita, se encuentra en zonas urbanas en el sureste de Francia (desde Marsella en el oeste hasta Italia en el este).

### En Asia
Reticulitermes clypeatus se encuentra en Oriente Medio.
Reticulitermes lucifugus se encuentra en Turquía. 
Reticulitermes chinensis, Reticulitermes guangzhouensis, Reticulitermes leptomandibularis y Reticulitermes khaoyaiensis se encuentran en China.
Reticulitermes kanmonensis se encuentra en Corea, China y Japón. 
Reticulitermes amamianus, Reticulitermes speratus, Reticulitermes miyatakei, Reticulitermes okinawanus y Reticulitermes yaeyamanus se encuentran en Japón.
Reticulitermes arenicola se encuentra en India.
Reticulitermes speratus se encuentra en toda Corea del Sur

### En América del Norte
La termita subterránea oriental (Reticulitermes flavipes) es la termita más ampliamente distribuida encontrada en los Estados Unidos orientales. R. flavipes es generalmente encontrado en el sur Ontario, y se encuentra en todos los estados de EE. UU. orientales que incluyen Texas, extendiendo tan al sur como Ciudad de México y tan al oeste como Arizona, con probables introducciones accidentales a la costa del este de los EE. UU.
Otras termitas encontradas son la termita oscura subterránea del sureste (Reticulitermes virginicus) y la termita pálida subterránea del sureste (Reticulitermes hageni). Estos son menos importantes económicamente (en cuanto a daño a los cultivos) debido a su distribución más limitada.
Otras especies de termitas incluyen: Reticulitermes hesperus en California; Reticulitermes malletei en Misisipi; Reticulitermes nelsonae en Luisiana y Florida.

## Reina de termitas de larga vida
La longevidad extendida de las vidas de las reinas de insectos eusociales es de interés porque implica la presencia de un mecanismo de antienvejecimiento. Las reinas de larga vida de la especie Reticulitermes speratus tienen marcadamente menos daño oxidativo a su ADN que los individuos no reproductivos (como obreros, soldados, y ninfas). Las reinas tienen el doble de la actividad de catalasa y niveles siete veces más altos de expresión del gen de catalasa RsCAT1 que los obreros, soldados y ninfas. Las catalasas catalizan la decomposición de peróxido de hidrógeno, una especie reactiva de oxígeno. Parece que la longevidad extendida de las reinas de R. speratus se explica en parte por su capacidad antioxidante eficiente.